# Charles Knox
Charles Knox (* 1817 in Ramelton, Irland; † 19. April 1895 in New York) war ein US-amerikanischer Unternehmer.

## Leben
Charles Knox war 13 Jahre alt, als er und seine jüngere Schwester Margaret vor Hungersnot Irland verlassen mussten und nach New York umsiedelten. Die Eltern Charles Sr., ein Kupferschmied, und seine Mutter Margaret (geb. Black) waren bereits zwei Jahre zuvor mit ihren acht ältesten Kindern nach New York ausgewandert.
Charles und seine 10 Jahre alte Schwester gingen im Segelhafen von Londonderry, Nord-Irland an Bord eines kleinen Segelschiffs. Fast zum Ende der Überfahrt geriet das Schiff im Atlantik in einen Sturm und kam vom Kurs ab, wurde stark beschädigt und strandete in der Nähe von Wilmington, Delaware rund 118 Meilen vom Zielort. Der Kapitän fragte die Kinder, wie sie nach New York kommen wollten. Er hatte die Absicht, Margaret in der Bordküche und Charles als Schiffsjunge zu behalten.  Wir gehen, sagte Charles, und sie taten es. Die Reise zu Fuß nach New York dauerte zwei Wochen. Sie verrichteten Hausarbeiten für ihr Essen und schliefen in Scheunen auf dem Weg.
In New York bei der Familie angekommen, wurde Charles zuerst Laufbursche in einer Buchhandlung, bevor er eine Lehrstelle bei Leary & Co., dem damals berühmten Hutmacher in den USA, bekam. Sein erster Lohn war $ 25 für das gesamte Jahr. Knox war in seinem Job so gut, dass er nach einem Jahr bei Leary & Co einen Bonus von $ 250 bekam und sein Lohn auf $ 10 pro Woche angehoben wurde.

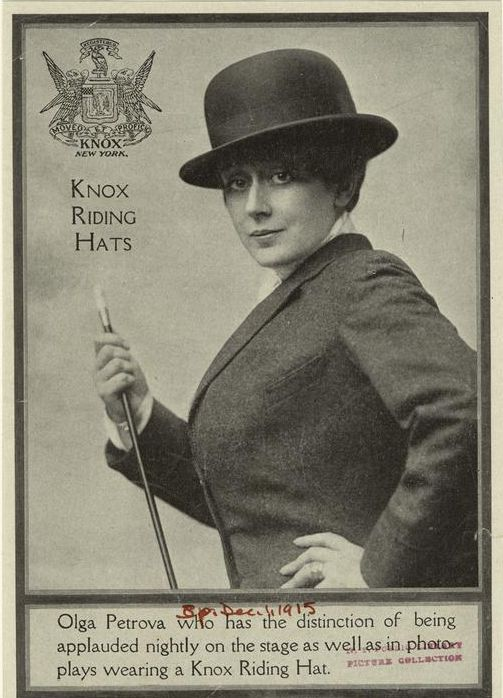
Werbung mit Olga Petrova, um auch die Damen anzusprechen (1915).

## Firmengründung
Im Jahre 1838 gründete Charles Knox im Alter von 21 Jahren sein erstes eigenes Hutgeschäft in Lower Manhattan in der Metropole von New York City und begann mit dem Verkauf der prosperierenden und bekannten Biber Hüte von Leary & Co, die im Vorfeld des amerikanischen Bürgerkrieges sehr beliebt waren. Im selben Jahr heiratete Charles Hannah Maria Hyslop, sie gehörte zu einer alten Virginia Familie. Sie hatten zwei Kinder, Mary Ann und Edward.
Sein Unternehmen Knox Hatters entwickelte sich rasch. Er konnte seinen Shop in der Fulton Street durch größere Räumlichkeiten am Broadway erweitern. Schließlich gründete Knox seine eigene Hutfabrik und erwarb die Unternehmenszentrale und einen Shop auf der Fifth Avenue. Der Firma hieß The Knox Hat Company of New York und in der Werbung stand Charles Knox Hatter Since 1838.
Der Shop wurde beschrieben als eine der elegantesten Einrichtungen dieser Art im Land. Bis zur Mitte des Jahrhunderts wurden Knox Hüte in ganz Amerika verkauft und in der Knox Brooklyn Fabrik hergestellt. Es wurde die größte Hutfabrik der Welt. Es war das goldene Zeitalter der Hüte und Knox konnte viele berühmte Amerikaner zu seinen Kunden zählen. Alleine 23 US-Präsidenten trug Knox Hüte einschließlich Abraham Lincoln, dessen berühmter „Ofenrohr“-Hut (Knox Stovepipe) von dem Mann aus Irland entworfen und gefertigt wurde. Lincoln war berühmt dafür, dass er wichtige Papiere in seinem „Knox Ofenrohr“ verstaute. Knox baute seinen Ruf durch Qualität seiner Hüte aus und war ein Genie, was die Förderung und Werbung für sein Geschäft anging. Er brachte große Summen auf, um in den Zeitungen zu werben. Seine Hüte und Modelle wurden weltweit bekannt. Im Jahre 1878, im Alter von 61 Jahren gab Charles Knox das Management seines Unternehmens an seinen einzigen Sohn, Oberst Edward M. Knox, einen Helden, der im Bürgerkrieg in Gettysburg gekämpft hatte, ab.
Bis er in den Ruhestand trat, hatte Knox ein erfolgreiches Unternehmen geschaffen und ein Vermögen angehäuft. Charles Knox war einer der größten Immobilienbesitzer in New York, in seinem Besitz waren 28 Privathäuser, drei Hotels und eine Farm mit 33 Hektar in der Bronx. Seine Ehefrau starb im Jahre 1888, wenige Wochen vor ihrer goldenen Hochzeit.
Charles starb im Alter von 77 Jahren und wurde 1895 im Woodlawn Cemetery bestattet. Das Unternehmen wurde von seinem Sohn Edward und der Familie weiter geführt.

## Ende der Knox Hatter Marke
Die Bilanz von 1928 beschreibt 62 Einzelhandelsgeschäfte und über 2.500 Agenturen in ganz Amerika verteilt. Der Nettoumsatz im Jahr 1928 war mit mehr als $ 8 Millionen angegeben. Die Marke Knox bestand bis zur großen Depression im Jahr 1932. Die Durchschnittslöhne fielen in den USA um rund 60 % und kaum einer konnte mehr Knox Hüte kaufen. Die Unternehmen Cavanagh, Dunlap Hats und weitere kleinere Unternehmen wurden 1932 mit Knox zur Hat Corporation of America  zusammengeführt und das Lebenswerk von Charles Knox erlosch.